# Arhemivka, Pîreatîn
Arhemivka (în ucraineană Архемівка) este un sat în comuna Viktoria din raionul Pîreatîn, regiunea Poltava, Ucraina.

## Demografie
Componența lingvistică a localității Arhemivka
     Ucraineană (98,96%)
     Rusă (1,04%)
Conform recensământului din 2001, majoritatea populației localității Arhemivka era vorbitoare de ucraineană (98,96%), existând în minoritate și vorbitori de rusă (1,04%).